# Philippe Béguerie
Pour les articles homonymes, voir Béguerie.
Philippe Béguerie, né le 2 décembre 1925 à Bordeaux et mort le 3 mai 2017 dans le 14e arrondissement de Paris, à l'âge de 91 ans, est un prêtre catholique français connu pour son implication dans la résistance pendant la Seconde Guerre mondiale.

## Biographie
En 1944, Philippe Béguerie est le seul survivant à l’assaut mené le jour de la Fête Nationale par des soldats allemands et des miliciens contre la ferme de Richemont, à Saucats, où une quinzaine de jeunes résistants avaient constitué un maquis relevant de l'ORA. Il participa ensuite à la libération de Toulouse.
Après la guerre, Philippe Béguerie devient prêtre chez les spiritains et s'est notamment opposé au Père Marcel Lefebvre. Il quitte alors les Spiritains pour rejoindre le diocèse de Paris. Il sera nommé responsable du CNPL. Puis il sera détaché au Cameroun comme prêtre Fidei donnum. Peu après son retour, il est nommé curé de Saint Séverin-Saint Nicolas.
Il consacre une part importante de sa vie à l'étude de la Bible et à l'écriture de nombreux ouvrages permettant de découvrir et d'avancer sur le Chemin vers Dieu.
Philippe Béguerie repose au cimetière du Montparnasse, à Paris.

## Œuvres
- Pour vivre l'Eucharistie, Les éditions du Cerf, 1993, 278 p. (ISBN 978-2204048897)
- Pour vivre les sacrements, Les éditions du Cerf, 2000, 222 p. (ISBN 978-2204066464)
- Un chemin de Vie - Catéchuménat, Les éditions du Cerf, 2000, 131 p. (ISBN 978-2204065788)
- Aux sources de la foi : Dieu de la bible, t. 1, Les éditions du Cerf, 1987, 90 p. (ISBN 978-2204027908)
- Aux sources de la foi : Vers l'eucharistie, t. 2, Les éditions du Cerf, 1987, 104 p. (ISBN 978-2204027908)
- Aux sources de la foi : Image de Dieu, t. 3, Les éditions du Cerf, 1990, 110 p. (ISBN 978-2204041904)
- Aux sources de la foi : Un monde nouveau, t. 4, Les éditions du Cerf, 1992, 112 p. (ISBN 978-2204044769)